# 팝업북

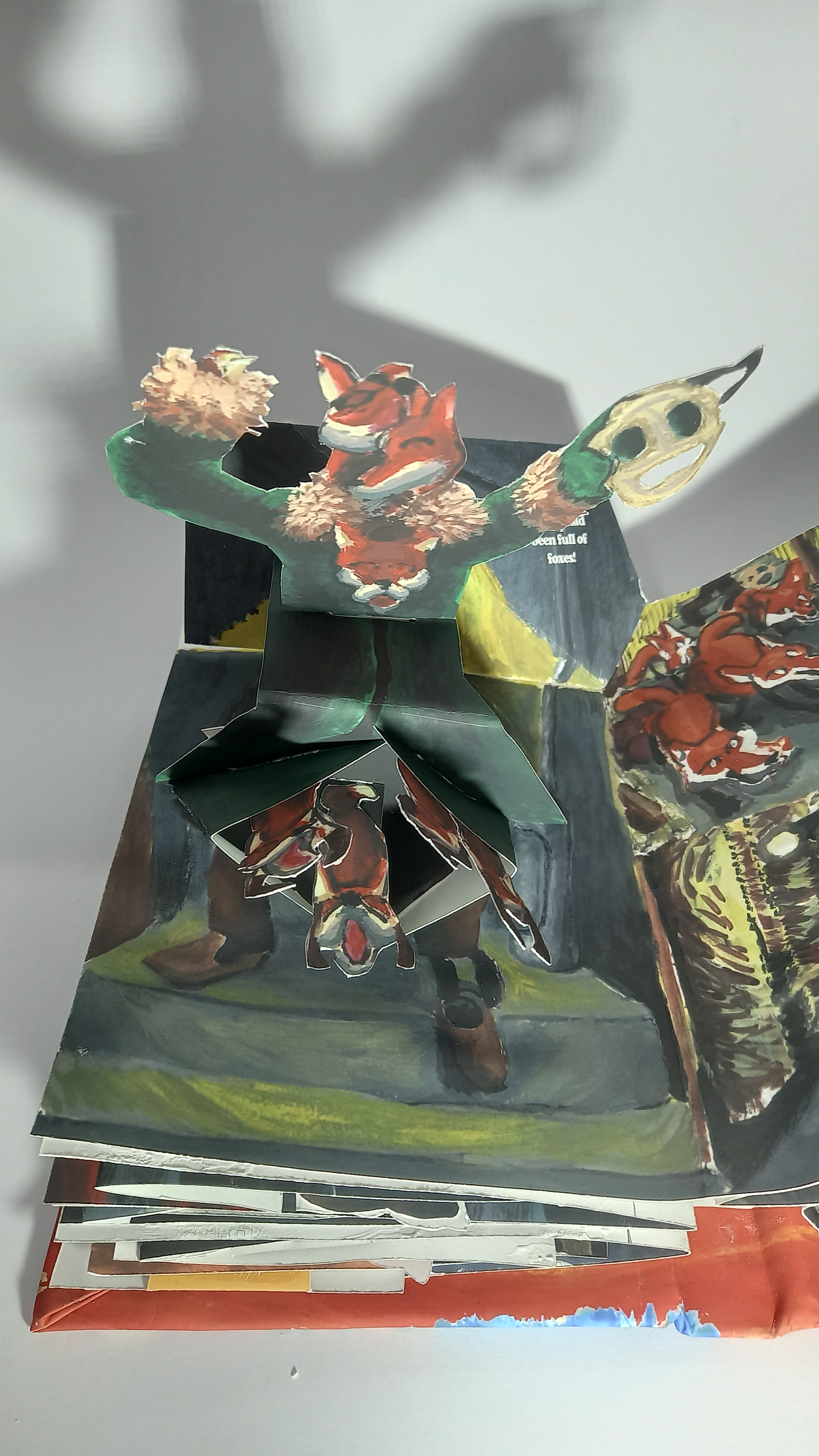
팝업책 페이지의 한 캐릭터가 책 밖으로 '팝업'되어 튀어나와 있다.

팝업북의 작동 방식 시연.

팝업북(pop-up book)은 흔히 페이지를 넘기면 튀어나오는 요소가 있는, 3차원 페이지를 가진 책이다. 이 용어는 움직이는 책, 터널 북, 변형 책, 볼벨, 플랩, 당김 탭, 튀어나오는 책, 그림이 튀어나오는 책, 당겨 내려오는 책 및 각기 다른 방식으로 작동하는 다른 기능들을 포괄하는 포괄적인 용어로 사용된다. 3차원 인사카드도 동일한 원리를 사용한다.
예술 분야에서 이러한 책의 디자인과 제작을 "종이 공학"이라고 부르기도 한다. 이 용어는 종이 제품을 대량 생산하는 시스템을 공학적으로 다루는 전통적인 종이 공학과 혼동해서는 안 된다.

## 애니메이션 책
애니메이션 책은 이야기, 글이 포함된 채색 삽화, 그리고 "이중 페이지 사이에서 움직이는 메커니즘을 가진 두 개 이상의 애니메이션 삽화"라는 세 가지 요소를 결합한다. 1938년, 줄리안 웨어의 어린이 책 애니메이션은 단일 동작으로 그림을 상하좌우로 동시에 움직이는 "움직이는 삽화"로 특허를 받았다.

## 변형 책
변형 책은 수직 슬랫으로 구성된 장면을 보여준다. 독자가 옆에 있는 탭을 당기면 슬랫이 서로 위아래로 미끄러져 완전히 다른 장면으로 "변형"된다. 초창기 영국 아동 문학 작가 중 한 명인 어니스트 니스터는 종종 변형 책만을 제작했다. 이들 중 다수는 메트로폴리탄 미술관에 의해 복제되었다.

## 터널 북

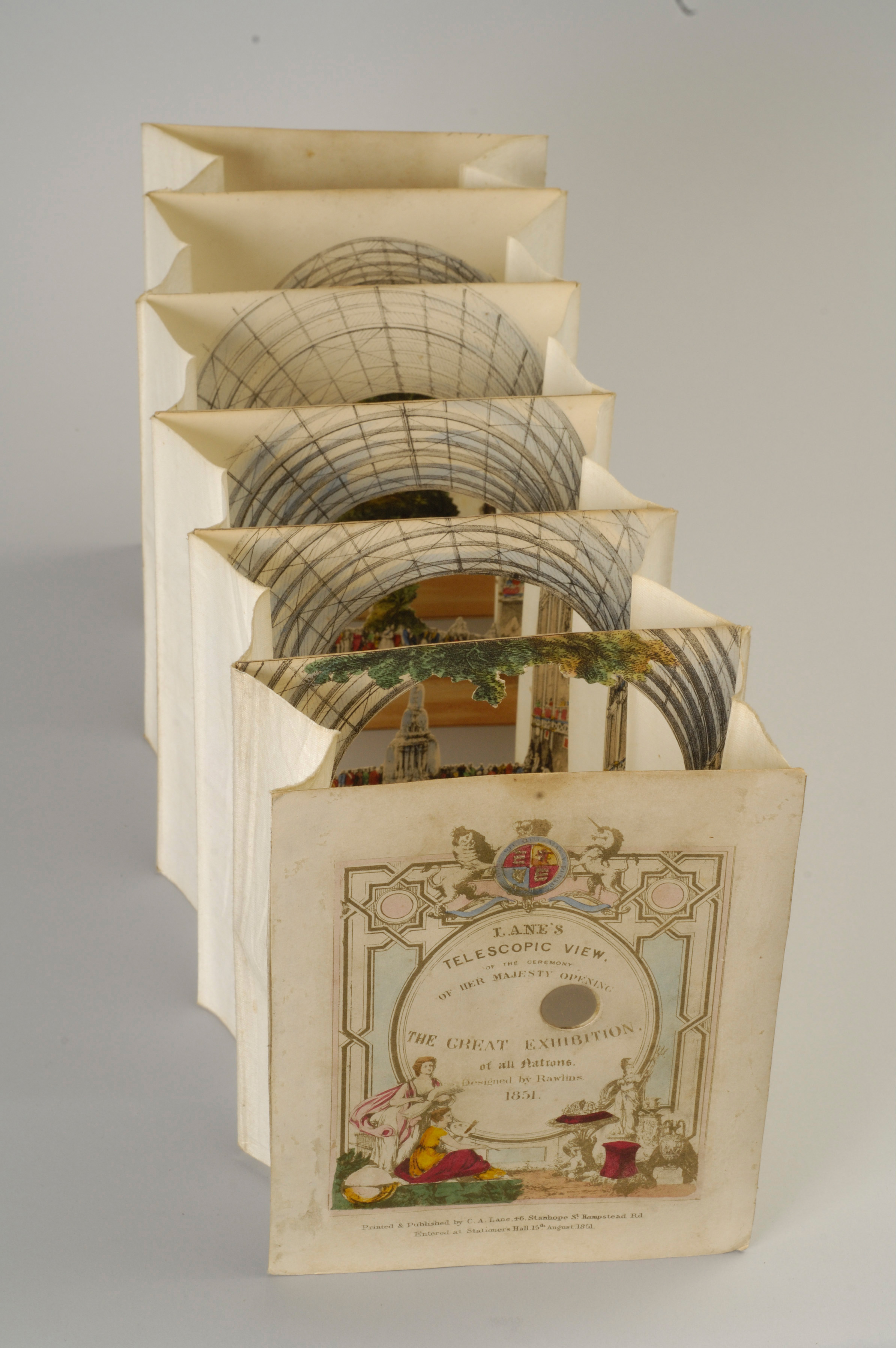
터널 북

터널 북 (피프쇼 북이라고도 불림)은 양쪽에 두 개의 접힌 아코디언 스트립으로 묶인 일련의 페이지로 구성되며, 표지의 구멍을 통해 볼 수 있다. 각 페이지의 구멍을 통해 독자는 책 전체를 뒤쪽까지 들여다볼 수 있으며, 각 페이지의 이미지는 함께 작동하여 내부에 입체적인 장면을 만들어낸다. 이 유형의 책은 18세기 중반부터 시작되었으며, 연극 무대 세트에서 영감을 받았다. 전통적으로 이 책들은 종종 특별한 행사를 기념하거나 관광 명소의 기념품으로 판매되었다. "터널 북"이라는 용어는 19세기 중반 런던의 템스강 아래 터널 건설을 기념하기 위해 이 책들이 많이 만들어졌다는 사실에서 유래한다. 미국에서는 세계 박람회와 뉴욕 식물원과 같은 명소를 위해 터널 북이 만들어졌다.
최근 터널 북 형식은 책 예술가 캐롤 바튼과 다른 이들에 의해 조각적인 책 형태로 부활했다. 예술가들은 책의 내부 시야뿐만 아니라 측면의 아코디언과 표지를 정보 및 시각적 표면으로 다루는 데에도 관심을 가지고 있다.
캐롤 바튼의 터널 북 일부는 버지니아 커먼웰스 대학교 제임스 브랜치 캐벨 도서관의 특별 소장품으로 보관되어 있다.

## 볼벨
볼벨은 회전하는 부품이 있는 종이 구조물이다. 초기 예로는 페트루스 아피아누스의 아스트로노미쿰 카이사레움이 있는데, 이 책은 1540년에 신성 로마 황제 카를 5세를 위해 만들어졌다. 이 책은 구멍으로 연결된 여러 겹의 원형 조각들로 가득 차 있다.

## 할리퀴나드와 턴업 북

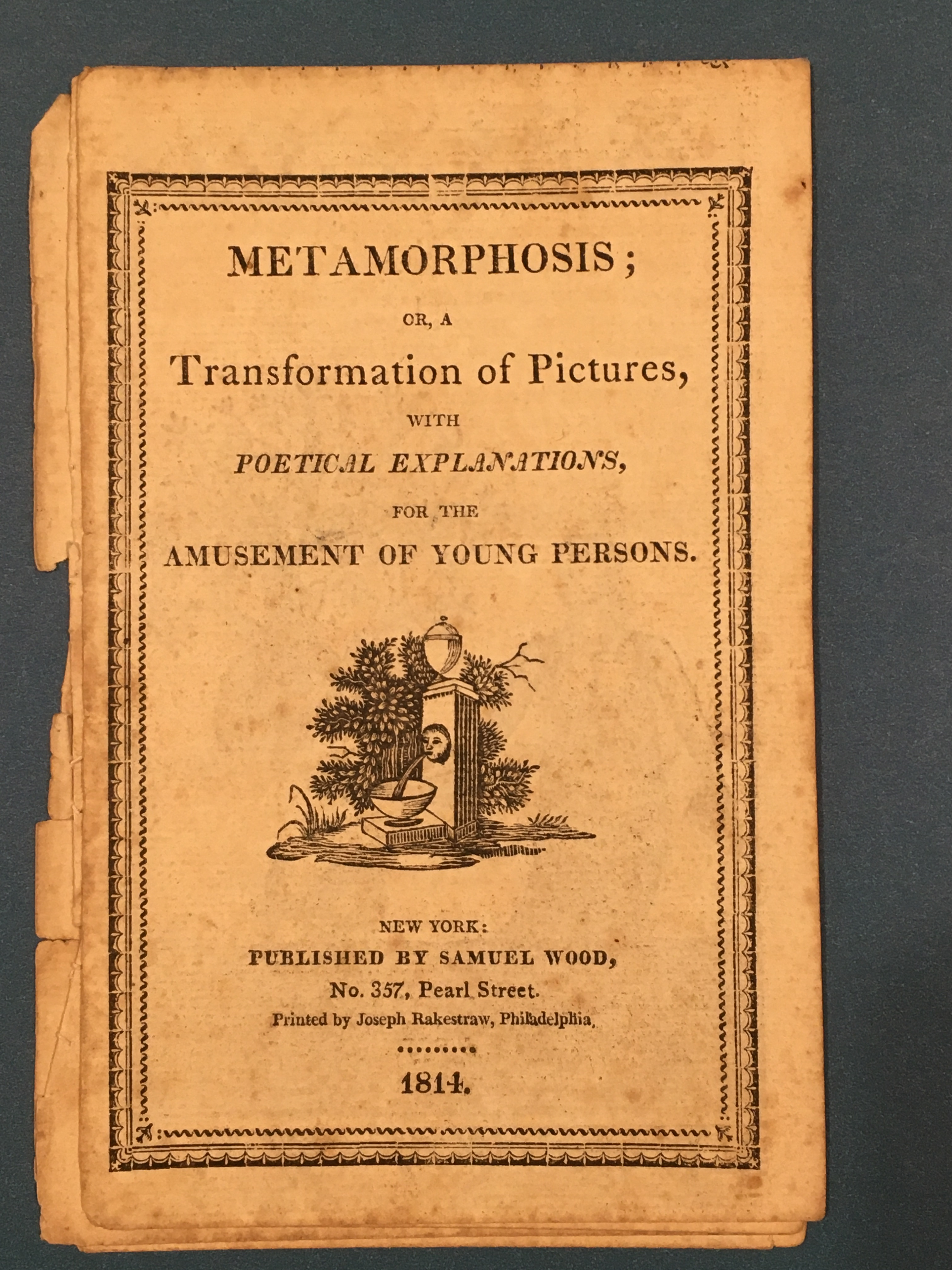
변형 (할리퀴나드 소책자), 1814년 벤저민 샌즈 작

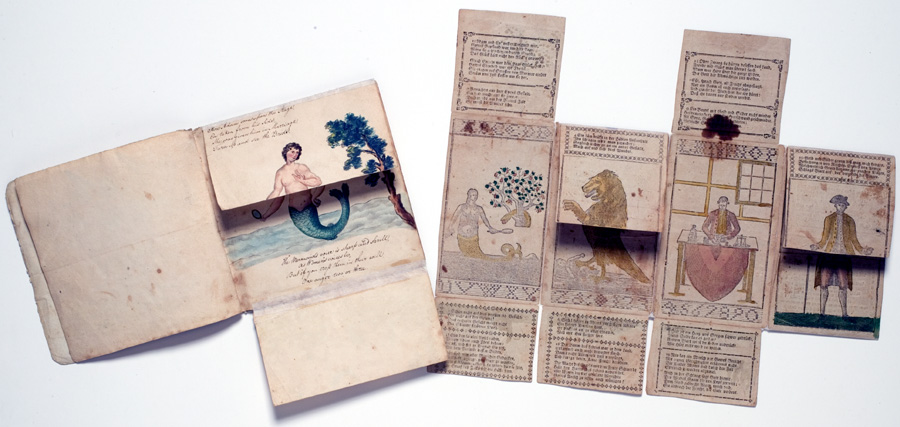
벤저민 샌즈의 변형 책 두 권 비교: 변형

1765년경, 영국의 인쇄업자 로버트 세이어는 아동 도서 시장을 위한 새로운 형식의 실험을 시작했는데, 이는 움직이는 책의 초기 선구자였다고 도서 역사가 피터 헤이닝은 말한다. 그 결과 "메타모포시스" 형식이 탄생했는데, "각각 두 개의 플랩이 접혀 있는 네 부분으로 된 얇은 책으로, 각 부분에는 교체 가능한 그림이 있었다. 그 그림들 아래에는 묘사적인 운문 몇 줄이 나타났고, 독자가 텍스트에서 올바른 순서로 플랩을 펼치면 다른 장면들이 드러났다."
세이어는 인기 있는 극장 판토마임의 "아를레키노"를 특징으로 하는 책들을 만들었다. 흑백 출판물은 할리퀴나드 또는 턴업 북이라고도 불렸으며 6펜스에 팔렸고, 손으로 채색된 것은 1실링에 팔렸다.
1770년대 후반, 세이어는 네 권의 턴업 또는 메타모포시스 책을 출판했는데, 이는 "아이들 사이에서 열풍"이 되었다. 토마스 휴즈와 조지 마틴 같은 경쟁 서점들도 곧 "턴업" 형식을 모방했다. 미국에서는 조지프 라케스트로가 벤저민 샌즈의 "변형; 또는, 젊은이들의 오락을 위한 시적인 설명이 있는 그림의 변형"을 출판했다.

## 역사
초기 움직이는 책의 독자들은 아이들이 아니라 성인이었다. 책에서 알려진 최초의 움직이는 부분은 베네딕도회 수도사 매튜 패리스가 1240년부터의 기간을 다루는 그의 크로니카 마조라에서 만들었다. 패리스는 일부 페이지에 수도사들이 성일을 계산하는 데 도움이 되는 볼벨을 부착했다. 마요르카의 카탈루냐 신비주의자이자 시인 라몬 류이도 14세기 초에 자신의 이론을 설명하기 위해 볼벨을 사용했을 것이라고 추측되지만, 그가 만든 종이 볼벨의 실제 예는 문서화된 바 없다. 수세기 동안 볼벨은 해부학 교육, 천문학적 예측, 비밀 코드 생성, 운세 보기 등 다양한 목적으로 사용되었다. 1564년에는 코스모그라피아 페트리 아피아니라는 또 다른 움직이는 점성술 책이 출판되었다. 그 후 몇 년 동안 의료계는 이 형식을 활용하여 인체를 보여주는 층과 플랩이 있는 해부학 서적을 삽화로 꾸몄다. 영국의 조경 디자이너 케이퍼빌리티 브라운은 플랩을 사용하여 자신의 디자인의 "전과 후" 모습을 보여주었다.

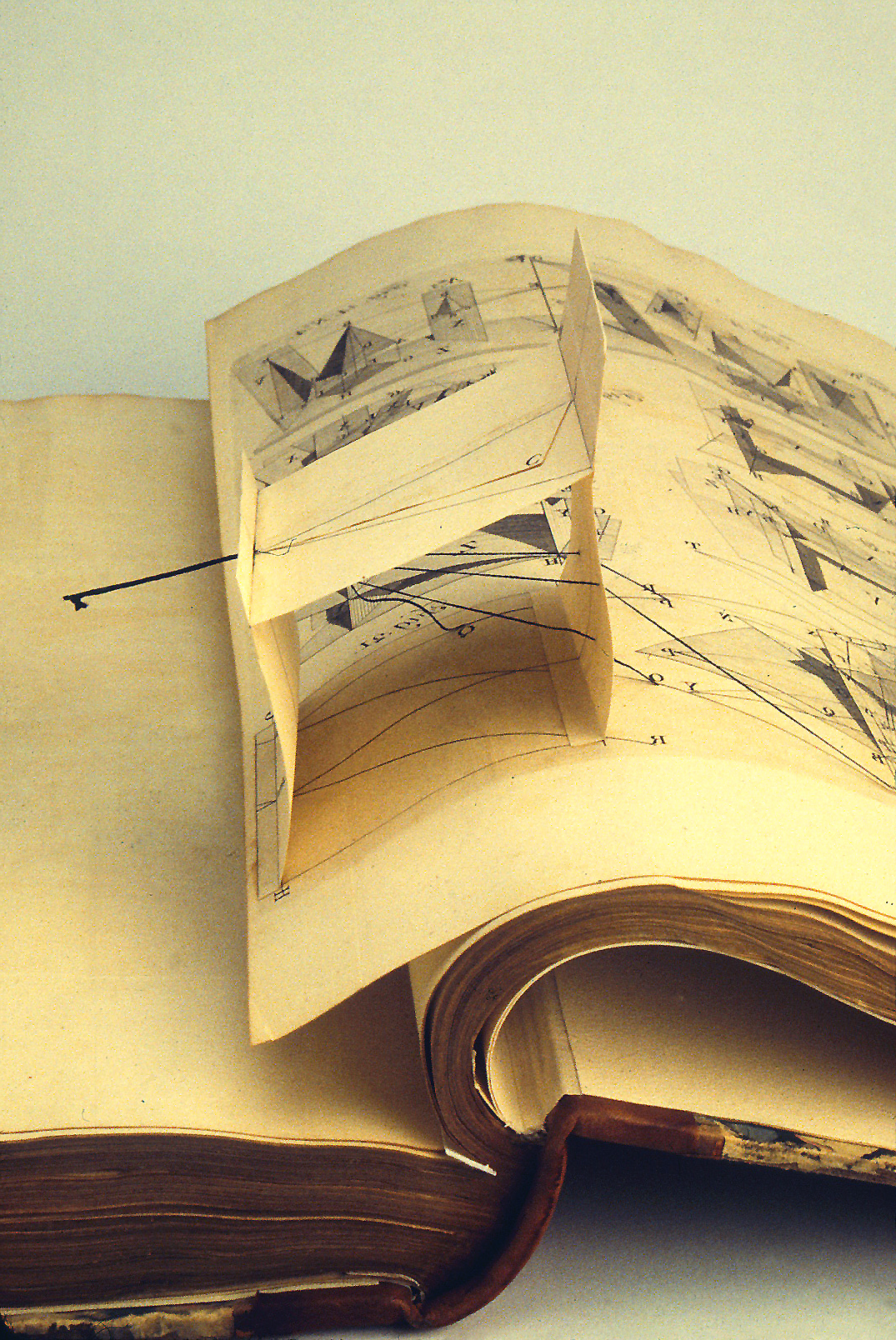
토마스 말턴 1세의 저서 원근법에 관한 논문 (1775)에서 팝업 부분이 있는 페이지.

움직이는 부분이 있는 책들이 수세기 동안 사용되어 왔다는 것은 문서로 입증될 수 있지만, 거의 항상 학술 서적에 사용되었다. 1775년 토마스 말턴 1세는 Dr. Brook Taylor의 원리에 따라 이론과 실제에 대한 완벽한 원근법 논문을 출판했다. 완벽한 원근법 논문은 3차원 종이 메커니즘을 포함하고 있기 때문에 알려진 최초의 상업적으로 생산된 팝업북이다. 팝업은 끈을 당기면 활성화되어 독자가 원근법의 개념을 이해하는 데 도움이 되는 기하학적 형태를 형성한다.
이러한 기술이 오락용, 특히 어린이를 위한 책에 적용되기 시작한 것은 18세기 후반에 들어서였다.
최초의 3차원 및 탭 활성화 책 중 일부는 어니스트 니스터와 로타르 메겐도르퍼가 제작했다. 이 책들은 19세기 독일과 영국에서 인기를 끌었다.

팝업북의 기본 원리인 평행사변형의 기하학적 도해

팝업북 분야의 중요한 발전은 1929년에 루이스 지로와 시어도어 브라운이 제작한 "모델 형태로 튀어나오는 그림이 있는" 데일리 익스프레스 어린이 연감 1호의 출판과 함께 이루어졌다. 이어서 4권의 데일리 익스프레스 연감이 출판되었고, 지로는 자신의 출판사인 스트랜드 출판사를 설립하여 획기적인 부카노(Bookano) 책 시리즈를 제작했다. 부카노 책은 팝업이 전면뿐만 아니라 360도 전체에서 볼 수 있다는 점에서 어린이들을 위한 최초의 진정한 팝업북으로 간주된다. 지로가 1949년에 사망하면서 시리즈가 끝날 때까지 17권의 부카노 책이 출판되었다.
미국에서 움직이는 책의 주목할 만한 초기 사례 중 하나는 20세기 초에 출판된 움직이는 그림책이다. 이 책들은 탭을 당기면 움직이거나 장면이 바뀌는 기계적인 삽화를 특징으로 했다. 술리 앤 클라인타이크가 처음 출판했으며, 나중에는 뉴욕 북 컴퍼니와 픽토리얼 컬러 북 컴퍼니에서 출판했는데, 상호작용적인 스토리텔링과 생생한 삽화로 인기를 얻었다.
이 시기의 또 다른 특이한 팝업 유형은 미국 출판사 버나드 윌름센이 터널 북에서 "B. 윌름센"이라는 출판명으로 소개한 티슈 페이퍼 벌집 스타일이었다.
미국에서는 1930년대에 해럴드 렌츠가 뉴욕에서 블루 리본 북을 제작하며 지로의 뒤를 이었다. 미국에서는 1930년대 뉴욕의 블루 리본 북스가 움직이는 삽화를 묘사하는 데 '팝업'이라는 용어를 처음 사용했으며, 디즈니와의 협력으로 유명해져 "팝업" 미키 마우스와 "팝업" 도널드 덕과 같은 인기 있는 팝업판을 제작했다.
이 분야의 다음 발전은 1960년대 프라하에서 작업한 보이테흐 쿠바슈타에 의해 이루어졌다. 그의 뒤를 이어 미국에서 왈도 헌트가 그래픽스 인터내셔널을 설립했다. 그와 그가 설립한 두 회사인 그래픽스 인터내셔널과 인터비주얼 커뮤니케이션즈(팝업 광고도 제작)는 1960년대부터 1990년대 사이에 수백 권의 어린이용 팝업북을 제작했다. 이 책들은 미국 독자들을 대상으로 했지만, 처음에는 일본에서, 나중에는 싱가포르와 콜롬비아, 멕시코와 같은 라틴 아메리카 국가에서 인건비가 낮은 지역에서 조립되었다. 헌트의 첫 번째 팝업북은 랜덤하우스가 맥스웰 하우스 커피의 홍보용으로 출판한 베넷 서프의 팝업 수수께끼 책으로, 당시 랜덤하우스의 사장이었던 유머리스트 베넷 서프의 작품을 선보였다. 왈도 헌트와 크리스토퍼 서프 팀은 세서미 스트리트 캐릭터가 등장하는 책을 포함하여 랜덤하우스 출판을 위한 어린이 팝업북 30권을 추가로 만들었다. 베넷 서프에 따르면(그의 책 At Random에서), 팝업북은 랜덤하우스에 수익성이 있었다.
랜덤하우스에서 크리스토퍼 서프와 협력한 것 외에도 헌트는 월트 디즈니를 위한 팝업북, 바바르를 기반으로 한 팝업북 시리즈, 얀 피엔코프스키의 유령의 집, 데이비드 펠햄의 인체와 같은 제목의 책들을 제작했다.

## 주목할 만한 작품
일부 팝업북은 예술성이나 정교함으로 인해 문학 작품으로 주목받기도 한다. 1967년 랜덤하우스에서 출판된 앤디 워홀의 인덱스는 앤디 워홀, 크리스 서프, 앨런 린즐러가 제작했으며, 유명인의 사진과 함께 골판지 캔으로 된 토마토 페이스트와 같은 워홀 스타일의 팝업 이미지, 플라스틱 뜯어내는 녹음물, 풍선 은색 풍선, 기타 신기한 물건들이 포함되었다. 팝업북 예술가 콜레트 푸는 중국에서 가장 큰 팝업북을 디자인했다. 2008년, 그녀는 풀브라이트 펠로우십을 받아 중국 윈난성에 거주하는 25개 소수 민족의 팝업북을 제작했다. 그녀의 작품은 미국 의회도서관, 메트로폴리탄 미술관, 국립 여성 예술가 미술관에서 찾아볼 수 있다.
많은 곤충 테마 팝업을 만든 데이비드 A. 카터와 로버트 사부다는 다른 저명한 팝업북 작가들이다. 매튜 라인하트의 '스타워즈: 은하계 팝업 가이드'는 정교한 팝업과 숙련된 이미지 표현으로 문학적 주목을 받았으며, 뉴욕 타임스는 이 정교한 공학 작품을 '팝업북'이라고 부르는 것은 '만리장성을 칸막이라고 부르는 것과 같다'고 평했다.

## 소장품

### 도서관 소장품
- 예일 대학교 베이네케 희귀본 및 필사본 도서관.[20]
- 메인주 브런즈윅의 보딘 칼리지 조지 J. 미첼 특별 소장품 및 기록 보관소에는 1,900권의 해럴드 M. 고라르니크 팝업북 컬렉션이 소장되어 있다.[21]
- 노스캐롤라이나 주립 대학교 도서관 연구 및 학습 팝업북 컬렉션 1960–2009에는 팝업북, 카탈로그, 신문 스크랩 및 기타 관련 팝업북 자료 7.5선형 피트가 포함되어 있으며, 많은 자료가 사라 프루먼에 의해 기증되었다.[22]
- 아이오와 시티의 아이오와 대학교 특별 컬렉션 도서관에는 매튜 라인하트 팝업북 컬렉션[23]과 에밀리 마틴 컬렉션[24]이 있는데, 이들은 두 명의 저명한 페이퍼 엔지니어이다.
- 뉴햄프셔주 더럼에 있는 뉴햄프셔 대학교 다이몬드 도서관에는 1,800권 이상의 팝업 및 이동식 책을 소장하고 있는 캐럴 채프먼 이동식 책 컬렉션이 있다.[25]

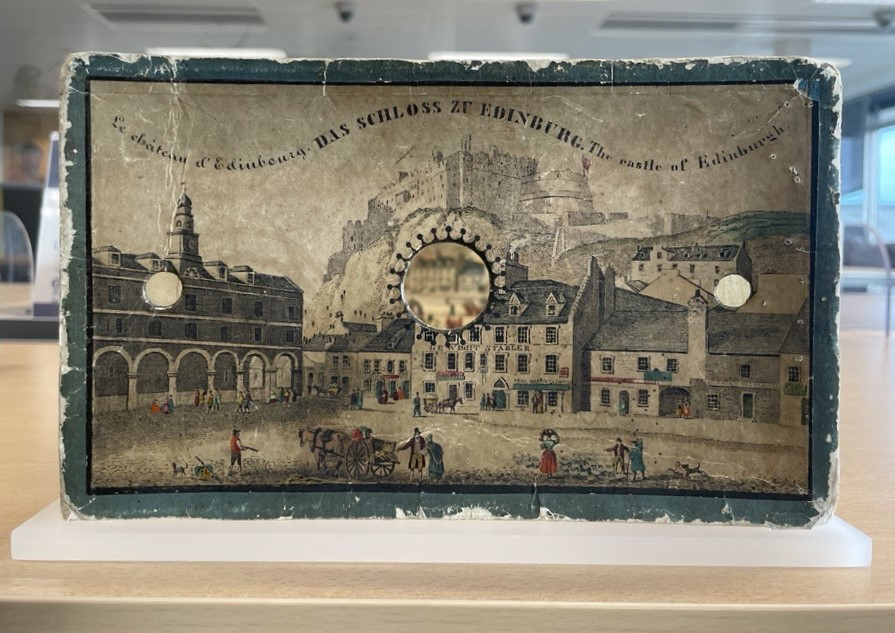
에든버러 대학교 유산 컬렉션의 Le Chateau d'Edinbourg Das Schloss zu Edinburg The Castle of Edinburgh

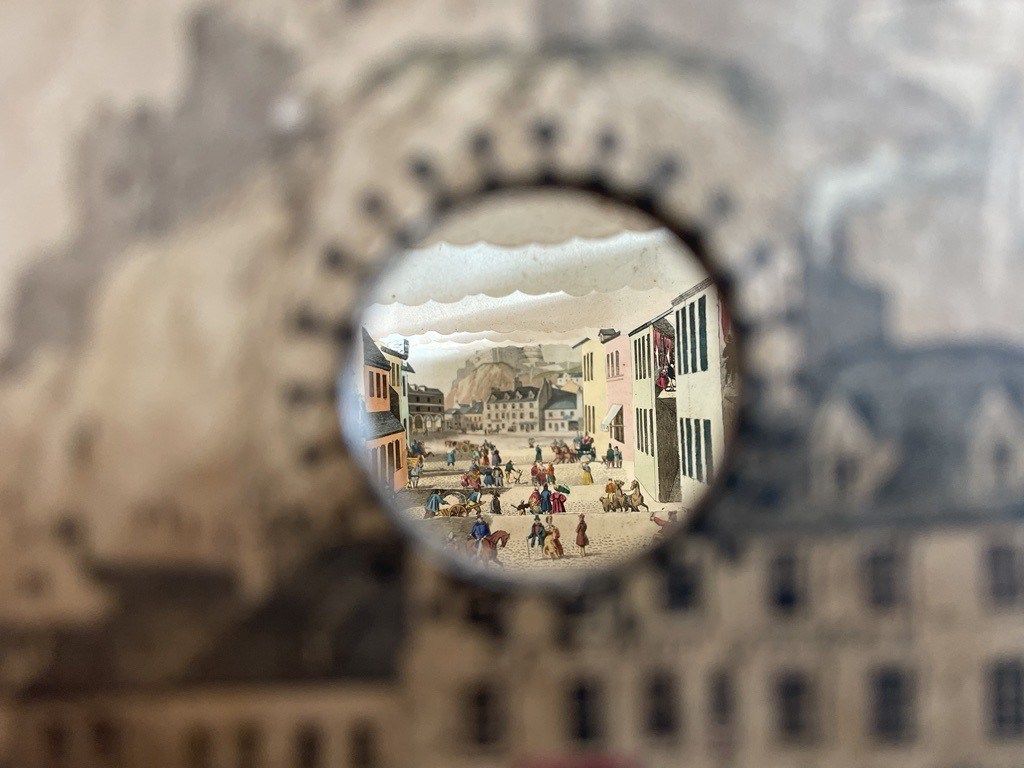
에든버러 대학교 유산 컬렉션의 Le Chateau d'Edinbourg Das Schloss zu Edinburg The Castle of Edinburgh에 있는 들여다보기 구멍

버지니아 커먼웰스 대학교 도서관 특별 소장품 및 기록 보관소에는 베티 타이싱거 컬렉션과 기타 팝업 및 이동식 책들의 많은 예시가 소장되어 있다.

### 박물관 소장품
- 쿠퍼 휴잇 스미스소니언 디자인 박물관은 팝업북 컬렉션에 1,700권 이상의 책을 소장하고 있다.[26]
- 펜실베이니아주 필라델피아의 로젠바흐 박물관 및 도서관은 일러스트레이터 모리스 센닥이 유증한 로타르 메겐도르퍼의 움직이는 책 컬렉션 중 643권을 소장하고 있다.[27]

## 협회
1993년부터 움직이는 책 협회는 예술가, 서점, 책 제작자, 수집가, 큐레이터 등이 팝업 및 움직이는 책에 대한 열정을 공유하고 정보를 교환하는 포럼을 제공해 왔다. 이 협회는 또한 최고의 페이퍼 엔지니어(상업 및 아티스트 북)와 학부 또는 대학원생의 페이퍼 엔지니어링 우수성에 대한 산업 상을 수여한다.

## 대중문화에서
- 영화 패딩턴 2 (2017)의 중심 줄거리는 보물로 이어지는 단서가 담긴 팝업북인 '코즐로바 부인의 팝업북'을 되찾으려는 내용이다.
- 어린이 애니메이션 TV 시리즈 잭과 쾍은 팝업북 페이지 속 세상에서 펼쳐진다. 9살 소년 잭과 그의 오리 친구 쾍은 종이와 탭을 당겨 장면을 바꾸는 모험을 떠난다.

## 같이 보기
- 알파벳북
- 알터드 북
- 아트 다이어리
- 아티스트 북
- 제본
- 채프북
- 책 속에 물건 숨기기
- 연습장
- 동인지
- 전자잡지
- 파인 프레스
- 인터랙티브 아동 도서
- 미니어처 북
- 미니코믹
- 종이접기
- 팸플릿
- 페이퍼 크래프트
- 종이 점술사
- 종이비행기
- 장난감 책
- 시각 시
- 볼벨
- 진

## 더 읽어보기
- Pop-Up! A Manual of Paper Mechanisms by Duncan Birmingham, 1997. ISBN 1899618090
- The Elements of Pop Ups by James Diaz and David A. Carter, 1999. ISBN 0689822243
- ((Hinshaw, Craig)) (November 1999). 《Looking into Tunnel Books》. 《Arts & Activities》 126. 34–35쪽. OCLC 425444586.
- The Pocket Paper Engineer, Volume 1, Basic Forms by Carol Barton, 2005. ISBN 0962775207
- The Pocket Paper Engineer, Volume 2, Platforms and Props by Carol Barton, 2008. ISBN 0962775223
- The Pocket Paper Engineer, Volume 3, V-Folds by Carol Barton, 2012. ISBN 0962775231
- Reynolds, Janet M. (2013). 《Exploring Artistic Learning Through the Creation of Tunnel Books》. Boston University College of Fine Arts. hdl:2144/4523.